# انور قاسم‌زاده
انور قاسم‌زاده (ترکی آذربایجانی: Ənvər Əli oğlu Qasımzadə؛ ۱۲ فوریه ۱۹۱۲ – ۱۲ مارس ۱۹۶۹) معمار اهل امپراتوری روسیه بود.
وی همچنین برندهٔ جوایزی همچون نشان پرچم سرخ، نشان جنگ میهنی، و نشان ستاره سرخ شده‌است.